# Goin' Places Tour
Tournées par The Jacksons
The Jacksons Tour
(1977) Destiny Tour
(1979-1980)
Goin' Places Tour est une tournée mondiale du groupe The Jacksons qui a débuté le 22 janvier 1978 et s'est terminée le 13 mai de la même année.

## Programme
1. Think Happy
2. Get It Together
3. Forever Came Today
4. I Am Love
5. Keep On Dancing
6. Ben
7. Show You the Way to Go
8. Goin' Places
9. Never Can Say Goodbye
10. Got to Be There
11. Sugar Daddy
12. I Wanna Be Where You Are
13. I'll Be There
14. I Want You Back
15. ABC
16. The Love You Save
17. Find Me a Girl
18. Dancing Machine
19. Enjoy Yourself

## Liste des concerts
- Liste non exhaustive :

| Date            | Ville          | Pays              | Lieu                              |
| --------------- | -------------- | ----------------- | --------------------------------- |
| 19 février 1978 | Newcastle      | Royaume-Uni       | City Hall                         |
| 24 février 1978 | Port-d'Espagne | Trinité-et-Tobago | Queen's Park Savannah Grand Stand |
| 25 février 1978 | Port-d'Espagne | Trinité-et-Tobago | Queen's Park Savannah Grand Stand |
| 26 février 1978 | San Fernando   | Trinité-et-Tobago | Skinner Park                      |
| 13 mai 1978     | Los Angeles    | États-Unis        | Dodger Stadium                    |

## Équipe technique

### Artistes principaux
- Michael Jackson : chanteur, danseur
- Jackie Jackson : chanteur, danseur, percussionniste
- Tito Jackson : chanteur, danseur, guitariste
- Marlon Jackson : chanteur, danseur, percussionniste
- Randy Jackson : chanteur, percussionniste